# کراسنوارمیسکی (آدیغیه)
کراسنوارمیسکی (به لاتین: Krasnoarmeysky) یک منطقهٔ مسکونی در روسیه است که در آدیغیه واقع شده‌است.